# Ръченица
 Тази статия е за танца.  За бившето село в Централна България вижте Ръченица (село).  
Ръченицата е български народен танц. Тя има индивидуален характер и, дори когато се играе от повече от един танцьор, те остават независими, като обикновено се състезават един с друг. Играе се в размер {\displaystyle {\frac {7}{16}}}, обикновено с тривременна група на третия дял (2+2+3), освен специфичната ръченица с първи удължен дял (3+2+2), известна като мъжка ръченица.
Наименованието на ръченицата идва от ръченѝк – кърпа, която често се държи в ръка и се развява от играещия. Тя има и множество местни названия – по̀садник, по̀седница, по̀сварник, тестемѐличка, чѐпница, зъ̀лвенска, на плѐсане и други.
Танцът е разпространен в цяла България, но в отделните етнографски области се танцува с характерния стил на съответната област. Според етнографската област и стила на изпълнение основните видове ръченица са: добруджански ръченик, северняшка ръченица, шопска ръченица, тракийска ръченица и македонска ръченица.
Шопската ръченица е много бърза като мелодия и се изпълнява с бързи и технични движения. Тракийската ръченица е с бавна и орнаментирана мелодия и се играе с бавни и отмерени движения в характерен стил. Добруджанският ръченик също е относително бавен, но с подчертан ритъм, характерен за добруджанските мелодии. Играе се тежко и по-често от мъже. Северняшката ръченица е бърза по ритъм и често се среща и като ръченица на песен. Играе се умерено бързо, а стилът е близък до тракийския.